# Sidi Bouna Amar
Sidi Bouna Amar (ar. سيدي بونا عمار; ur. 31 grudnia 1998 w Nawakszucie) – mauretański piłkarz grający na pozycji ofensywnego pomocnika Od 2022 jest zawodnikiem klubu FC Nouadhibou.

## Kariera klubowa
Swoją karierę piłkarską Amar rozpoczął w klubie ASAC Concorde. W sezonie 2021/2022 zadebiutował w jego barwach w pierwszej lidze maurutyjskiej. W 2022 przeszedł do FC Nouadhibou, z którym w sezonie 2022/2023 wywalczył mistrzostwo Mauretanii.

## Kariera reprezentacyjna
W reprezentacji Mauretanii Amar zadebiutował 29 sierpnia 2022 w wygranym 1:0 meczu Mistrzostw Narodów Afryki 2022 z Gwineą Bissau, rozegranym w Nawakszucie. W 2024 roku powołano go do kadry na Puchar Narodów Afryki 2023.